# Pseudosciara golbachi
Pseudosciara golbachi är en tvåvingeart som beskrevs av Lane 1959. Pseudosciara golbachi ingår i släktet Pseudosciara och familjen sorgmyggor. Inga underarter finns listade i Catalogue of Life.